# United States Military Standard
Die United States Military Standards, dt. US-amerikanische Militärstandards stellen eine Sammlung verschiedener Richtlinien, Verfahrensanleitungen und allgemeinen Regeln dar, welche bei verschiedenartigen Produkten und bei Prozessabläufen durch Standardisierung die Interoperabilität, Austauschbarkeit, Zuverlässigkeit und Kompatibilität mit militärischen Logistiksystemen sicherstellen. Der Umfang und Definition ist im Rahmen des Defense Standardization Program (DSP) in dem DoD-Handbuch 4120.24 festgelegt.
US-Militärstandards werden zu Teil auch bei der NATO auch in nicht militärischen Bereichen wie Nichtregierungsorganisationen, technischen Hilfsorganisationen und der Industrie eingesetzt. In Einzelfällen werden einzelne US-Militärstandards auch von zivilen Normungsorganisationen wie ANSI oder ISO übernommen, wie dies beispielsweise bei MIL-STD-1815 der Fall ist. Die Dokumente sind frei von Urheberrechten und kostenfrei erhältlich.

## Struktur
In der offiziellen Festlegung im DoD-Handbuch 4120.24 sind verschiedene Klassen von Standards festgelegt, die mit dem Kürzel MIL- und einer weiteren Abkürzung bezeichnet werden, welche im Folgenden mit typischen Beispielen angeführt sind. Die Standards werden teilweise fortgeschrieben und bekommen dann einen Buchstaben als Versionsbezeichnung angehängt. So ist beispielsweise beim Standard MIL-STD-810 die aktuelle Version „MIL-STD-810H“ vom 31. Januar 2019, welche die Version „MIL-STD-810G w/Change 1“ vom April 2014 ablöste.

### MIL-HDBK
In der Gruppe Defense Handbooks sind Leitfäden zu Standardprozessen, Tabellenwerke mit technischen Grunddaten zu Materialien, und grundlegende Praktiken und Methodiken festgelegt. Ein Beispiel aus dieser Gruppe ist das MIL-HDBK-217, welches eine Datensammlung zur Zuverlässigkeit von elektronischen Bauelementen umfasst. Im MIL-STD-967 ist der Inhalt und das Format dieser Gruppe spezifiziert.

### MIL-SPEC
In der Gruppe Defense Specification sind die wesentlichen technischen Voraussetzungen für exklusive militärische Produkte oder zivile Produkte und deren Modifikation für den militärischen Anwendungsbereich spezifiziert. Im MIL-STD-961 ist der Inhalt und das Format dieser Gruppe spezifiziert.
- Beispiel: MIL-C-5040 für Parachute Cord (Inzwischen kein aktiver Standard mehr, MIL-C-5040H war die letzte Version.)

### MIL-STD
In der Gruppe Defense Standard sind Anforderungen für verschiedene Prozesse, Verfahren, Praktiken und Methoden festgelegt. Im MIL-STD-962 ist der Inhalt und das Format dieser Gruppe spezifiziert. Der Bereich MIL-STD unterteilt sich in fünf Sektionen die die Themenbereiche Schnittstellenstandards, Produktentwicklungsstandards, Standards für Herstellungsverfahren, übliche praktische Verfahren und Prüfstandards festlegt. Ein Beispiel ist der Prüfstandard MIL-STD-810, welcher Umwelttestbedingungen spezifiziert. Oder der MIL-STD-1815, welcher die Programmiersprache Ada festlegt.

### MIL-PRF
Die Performance Specification beschreibt eine Reihe von Anforderungen in Bezug auf die erforderlichen Ergebnisse samt Kriterien zu deren Überprüfung. Es werden dabei keine konkreten Methoden zum Erreichen spezifiziert, sondern ausschließlich Anforderungen. Diese können funktionale Anforderungen, oder Anforderungen zu Umweltbedingungen, Schnittstellen oder Anforderungen zur Austauschbarkeit sein. Ein Beispiel ist MIL-PRF-38535, welche Herstellungsanforderungen für elektronische integrierte Schaltungen beschreibt.

### MIL-DTL
Die Standards im Bereich Detail Specification beschreiben wie gestellte Anforderungen, beispielsweise durch eine entsprechende Materialauswahl, erreicht werden können.